# Breuna
Breuna är en kommun och ort i Landkreis Kassel i Regierungsbezirk Kassel i förbundslandet Hessen i Tyskland.
Den tidigare kommunen Wettesingen  uppgick i Breuna 31 december 1971 följ av Niederlistingen och Oberlistingen 1 augusti 1972.